# Сапарева-Баня (община)
Сапарева-Баня (болг. Община Сапарева баня) — община в Болгарии. Входит в состав Кюстендилской области. Население составляет 8438 человек (на 21.07.05 г.).
Административный центр — город Сапарева-Баня.

## Состав общины
В состав общины входят следующие населённые пункты:
1. село Овчарци
2. село Ресилово
3. город Сапарева-Баня
4. село Сапарево